# Coelioxys nasuta
Coelioxys nasuta är en biart som beskrevs av Heinrich Friese 1904. Coelioxys nasuta ingår i släktet kägelbin, och familjen buksamlarbin. Inga underarter finns listade i Catalogue of Life.